# Ipé (houtsoort)

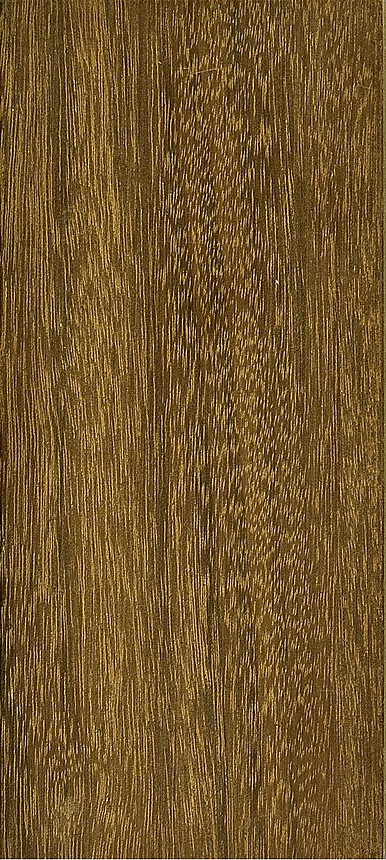
Langsvlak van ipé, of lapacho, in dit geval met kruisdraad

Ipé, of lapacho, is een houtsoort, of groep houtsoorten. Klassieke toepassingen van dit hout zijn handbogen, hengels, en wielspaken (voor rijtuigen). Het hout is dan ook zwaar (het zal net wel of net niet in water zinken), sterk en elastisch (en buigzaam). Tegenwoordig wordt het gebruikt in vele toepassingen waar sterk hout gewenst is, zoals bruggen en havenwerken, vloeren en parket, tuinmeubels, gereedschapsstelen, etc. 
Zoals de naam voor het in Suriname gegroeide hout, namelijk “Surinaams groenhart”, aangeeft is het kernhout groenig van kleur: groenachtig geel(bruin) tot groenachtig bruin (het donkert na, en kan zwart worden). De poriën in het kernhout bevatten een gele inhoudsstof die op langsvlakken als (groen)gele streepjes zichtbaar zijn, met het blote oog. Deze inhoudstof kan, vooral bij bewerking, allergische reacties veroorzaken. 
Het hout is tamelijk fijn van structuur en laat zich goed mechanisch bewerken (inclusief draaien) en mooi afwerken. Wel kan het kruisdradig zijn. Het hout is zeer duurzaam, maar niet paalwormbestendig.

## Botanische herkomst
Dit hout wordt geleverd door een aantal soorten uit het geslacht Tabebuia (familie Bignoniaceae). Tegenwoordig wordt de afsplitsing Handroanthus wel als apart geslacht erkend, en in dat geval worden de meeste soorten die dit ipé, of lapacho, leveren daarbij ingedeeld. De eigenschappen van het hout wisselen enigszins met de botanische herkomst, al zijn de verschillen niet zo groot dat het mogelijk is om aan de hand van de mechanische eigenschappen van een bepaald stuk hout te bepalen van welke boomsoort het afkomstig is. Het zwaarste en sterkste hout zal dat van Tabebuia serratifolia zijn, dan wel Handroanthus serratifolius (eerder ook Tecoma serratifolia), dat ook de bekendste boomsoort is die deze houtsoort levert. Lang niet alle soorten uit het geslacht Tabebuia (of Handroanthus) leveren dit ipé, of lapacho; wel is het zo dat dit de bekendste houtsoort is die door dit geslacht geleverd wordt.
Al deze soorten hebben hun verbreidingsgebied in tropisch Amerika.

## CITES
Sinds 2022 staat ipé op de CITES II lijst; vanaf eind 2024 mag het niet meer internationaal verhandeld worden zonder de vereiste papieren.